# Цветы яблони (яйцо Фаберже)
«Цветы яблони» (другие названия: «Яблоневый цвет», «Нефритовое», «Нефритовая шкатулка») — пасхальное яйцо, ювелирное изделие фирмы Карла Фаберже, изготовленное в 1901 году по заказу российского промышленника Александра Кельха как пасхальный подарок для его жены Варвары Кельх. Является одним из семи яиц Фаберже, которые изготавливались для семьи Кельх в 1898-1905 годах и по уровню исполнения не уступали императорским.

## Дизайн
Яйцо «Яблоневый цвет» сделано в виде шкатулки для драгоценностей и является одним из крупнейших пасхальных яиц Фаберже. В его дизайне ощутимое влияние моды на Арт нуво и японский стиль. Две полые половины яйца изготовлены из цельного сибирского зеленого нефрита, поверхность отполирована невероятно тщательно. Яйцо стоит на четырех резных золотых ножках в форме ветвей яблони. Эти ветви из красного и зеленого золота образуют разветвленное переплетение из веточек и сучков, которые покрыты золотыми листьями и цветами. Лепестки цветов покрыты белой эмалью, а их центры выполнены из алмазов на розовом фоне.
Сюрприз, который находился внутри яйца, — потерян.

## История
Пасхальные яйца для семьи Кельх изготовлялись фирмой Фаберже в мастерской Михаила Перхина ежегодно с 1898 по 1905 год. Как большинство яиц из этой серии, яйцо «Яблоневый цвет» долгое время ошибочно считалось императорским.
В 1910-х годах Варвара Кельх переехала в Париж и забрала с собой все семь пасхальных яиц Фаберже. Шесть из них, в том числе «Яблоневый цвет», в 1920 году приобрела парижская галерея «A La Vieile Russie». В 1928 году его приобрёл неизвестный покупатель из Соединённых Штатов и до 1994 года оно находилось в частной коллекции в США. В 1994 году на аукционе Christie's в Женеве его приобрел анонимный покупатель из России. В ноябре 1996 года яйцо снова было выставлено на аукционе Christie's в Женеве и было продано Адульфу Петеру Гоопу, коллекционеру из Лихтенштейна, который собрал крупнейшую в мире коллекцию пасхальных яиц (примерно 3000 штук)).
В июне 2010 года Адульф Петер Гооп всю свою коллекцию произведений искусства, включая яйцо «Яблоневый цвет», передал в дар Правительству Княжества Лихтенштейн. Коллекция Адульфа Петера Гоопа находится в фондах Национального музея Лихтенштейна (Вадуц), а пасхальное яйцо «Яблоневый цвет» размещено в постоянной экспозиции в "Сокровищнице Лихтенштейна" - подразделении Национального музея Лихтенштейна.